# Selo pri Vranskem
Selo pri Vranskem je naselje v Občini Vransko.